# Ducado de Béjar
El ducado de Béjar es un título nobiliario español, creado en 1485 por los Reyes Católicos para Álvaro de Zúñiga y Guzmán, justicia mayor de Castilla, señor de Béjar, alcalde del Castillo de Burgos, i duque de Arévalo, ii conde de Plasencia y i duque de Plasencia. El título goza de grandeza de España inmemorial.

## Denominación
Su denominación hace referencia al municipio de Béjar (actual provincia de Salamanca).

## Historia

### Orígenes
Los orígenes de los Zúñiga se remontan al Reino de Navarra, en la parte de la actual Logroño. El primer miembro de la familia que pasó a Castilla fue Diego López de Estúñiga en 1278 durante el reinado de Alfonso X. Los miembros de la familia Estúñiga, durante los siguientes siglos no lograrían una relevancia excesiva hasta la llegada al trono de la dinastía de los Trastámara, gracias a las concesiones que Enrique II hizo a la nobleza para lograr su apoyo. Uno de los grandes beneficiados fue la familia Zúñiga, cuyo apellido por aquel entonces ya había mutado de Estúñiga o Stúñiga a Zúñiga.

### Ascenso
En 1396, la familia logró la propiedad de la Villa de Béjar al intercambiarla por Frías. Con la adquisición de dicha villa lograron dominar un importante paso estratégico que usarían en lo sucesivo para ampliar su poder. El apoyo de los señores de Béjar se volvió imprescindible para controlar el norte de la actual Extremadura, una zona cercana a la inestable frontera con Portugal. La importancia de Béjar también era económica, debido a que era un punto de confluencia de las cañadas reales por donde pasaban los rebaños con la lana, una de las principales fuentes de riqueza del reino. 
A las ventajas que ofrecía la posesión de la de Béjar se unía la hábil política matrimonial de la familia que le permitió ampliar sus posesiones de forma gradual, especialmente en la Andalucía occidental. 
En 1429 la familia Zúñiga pasa a formar parte la Alta nobleza cuando Juan II nombró a Pedro de Zúñiga, conde de Ledesma, siendo también justicia mayor del reino. Posteriormente los avatares de las luchas políticas entre el monarca y sus primos los infantes de Aragón, obligaron a Pedro de Zúñiga a ceder Ledesma al infante Enrique (su anterior propietario). Para compensarle Juan II le convirtió en 1442 en señor de Plasencia. 
Años después Álvaro de Zúñiga y Guzmán, hijo de Pedro de Zúñiga, se benefició de las luchas entre Enrique IV y su medio hermano el Infante Alfonso (a quien había apoyado). Esta actitud continuó en la guerra de sucesión de Enrique IV, entre su hija Juana la Beltraneja y la medio hermana de Enrique IV y hermana del Infante Alfonso, quien ya había muerto, Isabel. Enrique IV le otorgó, en 1469 el condado de Bañares, junto con el ducado de Arévalo, este último fue cambiado, en 1476 por el ducado de Plasencia, y el ducado de Arévalo revirtió a la Corona. Posteriormente, en 1485, se produjo su nombramiento como primer duque de Béjar por parte de los Reyes Católicos. 
Posteriormente el linaje continuó creciendo gracias de nuevo a su política matrimonial. El más importante fue el de la III duquesa de Béjar, Teresa de Zúñiga, con Francisco de Zúñiga Sotomayor y Portugal, IV conde de Belalcázar y vizconde de la Puebla de Alcocer. Con la unión de los patrimonios de la familia Zúñiga y Sotomayor la familia se convirtió en una de las mayores terratenientes de las actuales provincias de Salamanca, Cáceres, Badajoz, Toledo y Córdoba. En el contrato matrimonial se decidió que el primer apellido debía ser el de Zúñiga. Se había formado la familia Zúñiga-Sotomayor. 
Debido a los matrimonios endogámicos entre la nobleza las familias nobles, los Zúñiga estaban emparentados con los vizcondes, luego condes de Monterrey, con los condes de Miranda del Castañar y con los duques de Peñaranda.

### La Casa de Austria
En 1520 Carlos I incluyó a los duques de Béjar entre los 25 Grandes de Primera Creación.
Durante el reinado de los monarcas de la Casa de Austria, los duques de Béjar se dedicarán a labores diplomáticas y al mecenazgo artístico. Aunque tampoco se olvidaron del uso de las armas, como por ejemplo Manuel Diego López de Zúñiga Sotomayor y Mendoza y Sarmiento de Silva, x duque de Béjar, que murió en el sitio de Buda contra los turcos (1686).

### Guerra de Sucesión ysigloXVIII
A lo largo del tiempo, los duques de Béjar mantuvieron su fidelidad a la Casa de Austria. Tras la muerte sin descendencia de Carlos II, el xi duque de Béjar, a pesar de que en un primer momento apoyó a Felipe V de Borbón, pasó a tomar partido por el bando austracista del archiduque Carlos de Austria. Tras la victoria borbónica, Felipe V le concedió el perdón y en 1732 otorgó la Grandeza de España a su hijo primogénito, Joaquín Diego López de Zúñiga Sotomayor Castro y Portugal, en el título de conde Belalcázar, hasta que este heredase el Ducado de Béjar y dicha grandeza se extinguiese.
En 1777, la muerte sin descendientes de Joaquín Diego López de Zúñiga Sotomayor Castro y Portugal, xii duque de Béjar, hizo que el título pasara a la familia Téllez-Girón.

## Señores de Béjar
- Diego López de Zúñiga, i señor de Béjar (1396-1407).
- Pedro de Zúñiga, ii señor de Béjar (1407-1453).
- Álvaro de Zúñiga y Guzmán, iii señor de Béjar (1453-1485)

## Lista de titulares
|                                  | Titular | Periodo                          |
| Creación por los Reyes Católicos | Creación por los Reyes Católicos | Creación por los Reyes Católicos |
| -------------------------------- | --- | -------------------------------- |
| i                                | Álvaro de Zúñiga y Guzmán | 1485-1488                        |
| ii                               | Álvaro de Zúñiga y Pérez de Guzmán | 1488-1531                        |
| iii                              | Teresa de Zúñiga y Manrique de Lara o Teresa de Zúñiga Guzmán y Manrique o Teresa de Zúñiga y Manrique de Castro o María Teresa de Zúñiga y Manrique de Castro | 1532-1565                        |
| iv                               | Francisco de Zúñiga y Sotomayor o Francisco de Zúñiga y Guzmán                                                                                                 | 1565-1591                        |
| v                                | Francisco Diego López de Zúñiga Sotomayor y Mendoza | 1591-1601                        |
| vi                               | Alfonso Diego López de Zúñiga-Sotomayor y Pérez de Guzmán | 1601-1619                        |
| vii                              | Francisco Diego López de Zúñiga Guzmán Sotomayor y Mendoza | 1619-1636                        |
| viii                             | Alfonso Diego López de Zúñiga Guzmán Sotomayor y Mendoza | 1636-1660                        |
| ix                               | Juan Manuel Diego de Zúñiga Sotomayor y Mendoza, | 1660-1664                        |
| x                                | Manuel Diego López de Zúñiga Sotomayor y Mendoza y Sarmiento de Silva                                                                                          | 1664-1686                        |
| xi                               | Juan Manuel Diego López de Zúñiga Sotomayor y Castro | 1686-1747                        |
| xii                              | Joaquín Diego López de Zúñiga Sotomayor Castro y Portugal | 1747-1777                        |
| xiii                             | María Josefa de la Soledad Alfonso-Pimentel y Téllez-Girón | 1777-1834                        |
| xiv                              | Pedro de Alcántara Téllez-Girón y Beaufort Spontin | 1834-1844                        |
| xv                               | Mariano Francisco de Borja José Justo Téllez-Girón y Beaufort-Spontin                                                                                          | 1845-1882                        |
| xvi                              | María del Rosario Téllez-Girón y Fernández de Velasco | 1884-1896                        |
| xvii                             | Jaime Roca de Togores y Telléz-Girón | 1896-1921                        |
| xviii                            | Luis de Alcántara Roca de Togores y Telléz-Girón | 1921-1936                        |
| XIX                              | Pedro de Alcántara Roca de Togores y Laffitte | 1954-1978                        |
| xx                               | Pedro de Alcántara Roca de Togores y Salinas | 1979-actual titular              |

### Árbol genealógico
| \| \| \| \| \| \| \| \| \| \| \| \| \| \| \| \| \| Álvaro de Zúñiga, i duque de Béjar († 1488) \| \| \| \| \| \| \| \| \| \| \| \| \| \| \| \| \| \| \| \| \| \| \| \| \| \| \| \| \| \| \| \| \| \| \| \| \| \| \| \| \| \| \| \| \| \| \| \| \| \| \| \| \| \| \| \| \| \| \| \| \| \| \| \| \| \| \| \| \| \| \| \| \| \| \| \| \| \| \| \| \| \| \| \| \| \| \| \| \| \| \| \| \| \| \| \| \| \| \| \| \| \| \| \| \| \| \| \| \| \| \| \| \| \| \| \| \| \| \| \| \| \| \| \| \| \| \| \| \| \| \| \| \| \| \| \| \| \| Pedro de Zúñiga, ii conde de Bañares (1430-1484) \| \| \| \| \| \| \| \| \| \| \| \| \| \| \| \| \| \| \| \| \| \| \| \| \| \| \| \| \| \| \| \| \| \| \| \| \| \| \| \| \| \| \| \| \| \| \| \| \| \| \| \| \| \| \| \| \| \| \| \| \| \| \| \| \| \| \| \| \| \| \| \| \| \| \| \| \| \| \| \| \| \| \| \| \| \| \| \| \| \| \| \| \| \| \| \| \| \| \| \| \| \| \| \| \| \| \| \| \| \| \| \| \| \| \| \| \| \| \| \| \| \| \| \| \| \| \| \| \| \| \| \| \| \| \| \| \| \| \| \| \| \| \| \| \| \| \| \| \| \| \| \| \| \| \| \| \| \| \| \| \| \| \| \| \| \| \| \| \| \| \| \| \| \| \| \| \| \| \| \| \| \| \| \| \| \| \| \| \| \| \| \| \| \| \| \| \| \| \| Álvaro de Zúñiga, ii duque de Béjar († 1531) \| Álvaro de Zúñiga, ii duque de Béjar († 1531) \| Álvaro de Zúñiga, ii duque de Béjar († 1531) \| Álvaro de Zúñiga, ii duque de Béjar († 1531) \| Álvaro de Zúñiga, ii duque de Béjar († 1531) \| Álvaro de Zúñiga, ii duque de Béjar († 1531) \| \| \| Francisco de Zúñiga, I marqués de Ayamonte († 1525) \| Francisco de Zúñiga, I marqués de Ayamonte († 1525) \| Francisco de Zúñiga, I marqués de Ayamonte († 1525) \| Francisco de Zúñiga, I marqués de Ayamonte († 1525) \| Francisco de Zúñiga, I marqués de Ayamonte († 1525) \| Francisco de Zúñiga, I marqués de Ayamonte († 1525) \| \| \| \| \| \| \| \| \| \| \| \| \| \| \| \| \| \| \| \| \| \| \| \| \| \| \| \| \| \| \| \| \| \| \| \| \| \| \| \| \| \| \| \| \| \| \| \| \| \| \| \| \| \| \| \| Álvaro de Zúñiga, ii duque de Béjar († 1531) \| Álvaro de Zúñiga, ii duque de Béjar († 1531) \| Álvaro de Zúñiga, ii duque de Béjar († 1531) \| Álvaro de Zúñiga, ii duque de Béjar († 1531) \| Álvaro de Zúñiga, ii duque de Béjar († 1531) \| Álvaro de Zúñiga, ii duque de Béjar († 1531) \| \| \| Francisco de Zúñiga, I marqués de Ayamonte († 1525) \| Francisco de Zúñiga, I marqués de Ayamonte († 1525) \| Francisco de Zúñiga, I marqués de Ayamonte († 1525) \| Francisco de Zúñiga, I marqués de Ayamonte († 1525) \| Francisco de Zúñiga, I marqués de Ayamonte († 1525) \| Francisco de Zúñiga, I marqués de Ayamonte († 1525) \| \| \| \| \| \| \| \| \| \| \| \| \| \| \| \| \| \| \| \| \| \| \| \| \| \| \| \| \| \| \| \| \| \| \| \| \| \| \| \| \| \| \| \| \| \| \| \| \| \| \| \| \| \| \| \| \| \| \| \| \| \| \| \| Teresa de Zúñiga, iii duquesa de Béjar (1502-1565) \| \| \| \| \| \| \| \| \| \| \| \| \| \| \| \| \| \| \| \| \| \| \| \| \| \| \| \| \| \| \| \| \| \| \| \| \| \| \| \| \| \| \| \| \| \| \| \| \| \| \| \| \| \| \| \| \| \| \| \| \| \| \| \| \| \| \| \| \| \| \| \| \| \| \| \| \| \| \| \| \| \| \| \| \| \| \| \| \| \| \| \| \| \| \| \| \| \| \| \| \| \| \| \| \| \| \| \| \| \| \| \| \| \| \| \| \| \| \| \| \| \| \| \| \| \| \| \| \| \| \| \| \| \| \| \| \| \| Francisco de Zúñiga Sotomayor, iv duque de Béjar (1523-1591) \| \| \| \| \| \| \| \| \| \| \| \| \| \| \| \| \| \| \| \| \| \| \| \| \| \| \| \| \| \| \| \| \| \| \| \| \| \| \| \| \| \| \| \| \| \| \| \| \| \| \| \| \| \| \| \| \| \| \| \| \| \| \| \| \| \| \| \| \| \| \| \| \| \| \| \| \| \| \| \| \| \| \| \| \| \| \| \| \| \| \| \| \| \| \| \| \| \| \| \| \| \| \| \| \| \| \| \| \| \| \| \| \| \| \| \| \| \| \| \| \| \| \| \| \| \| \| \| \| \| \| \| \| \| \| \| \| \| Francisco Diego de Zúñiga Sotomayor, v duque de Béjar (1550-1601) \| \| \| \| \| \| \| \| \| \| \| \| \| \| \| \| \| \| \| \| \| \| \| \| \| \| \| \| \| \| \| \| \| \| \| \| \| \| \| \| \| \| \| \| \| \| \| \| \| \| \| \| \| \| \| \| \| \| \| \| \| \| \| \| \| \| \| \| \| \| \| \| \| \| \| \| \| \| \| \| \| \| \| \| \| \| \| \| \| \| \| \| \| \| \| \| \| \| \| \| \| \| \| \| \| \| \| \| \| \| \| \| \| \| \| \| \| \| \| \| \| \| \| \| \| \| \| \| \| \| \| \| \| \| \| \| \| \| Alonso Diego de Zúñiga Sotomayor, vi duque de Béjar (1578-1619) \| \| \| \| \| \| \| \| \| \| \| \| \| \| \| \| \| \| \| \| \| \| \| \| \| \| \| \| \| \| \| \| \| \| \| \| \| \| \| \| \| \| \| \| \| \| \| \| \| \| \| \| \| \| \| \| \| \| \| \| \| \| \| \| \| \| \| \| \| \| \| \| \| \| \| \| \| \| \| \| \| \| \| \| \| \| \| \| \| \| \| \| \| \| \| \| \| \| \| \| \| \| \| \| \| \| \| \| \| \| \| \| \| \| \| \| \| \| \| \| \| \| \| \| \| \| \| \| \| \| \| \| \| \| \| \| \| \| Francisco Diego de Zúñiga Sotomayor, vii duque de Béjar (1596-1636) \| \| \| \| \| \| \| \| \| \| \| \| \| \| \| \| \| \| \| \| \| \| \| \| \| \| \| \| \| \| \| \| \| \| \| \| \| \| \| \| \| \| \| \| \| \| \| \| \| \| \| \| \| \| \| \| \| \| \| \| \| \| \| \| \| \| \| \| \| \| \| \| \| \| \| \| \| \| \| \| \| \| \| \| \| \| \| \| \| \| \| \| \| \| \| \| \| \| \| \| \| \| \| \| \| \| \| \| \| \| \| \| \| \| \| \| \| \| \| \| \| \| \| \| \| \| \| \| \| \| \| \| \| \| \| \| \| \| \| \| \| \| \| \| \| \| \| \| \| \| \| \| \| \| \| \| \| \| \| \| \| \| \| \| \| \| \| \| \| \| \| \| \| \| \| \| \| \| \| \| \| \| \| \| \| \| \| \| \| \| \| \| \| \| \| \| \| \| \| Alfonso Diego de Zúñiga Sotomayor, viii duque de Béjar (1621-1660) \| Alfonso Diego de Zúñiga Sotomayor, viii duque de Béjar (1621-1660) \| Alfonso Diego de Zúñiga Sotomayor, viii duque de Béjar (1621-1660) \| Alfonso Diego de Zúñiga Sotomayor, viii duque de Béjar (1621-1660) \| Alfonso Diego de Zúñiga Sotomayor, viii duque de Béjar (1621-1660) \| Alfonso Diego de Zúñiga Sotomayor, viii duque de Béjar (1621-1660) \| \| \| Juan Manuel de Zúñiga Sotomayor, ix duque de Béjar (1622-1660) \| Juan Manuel de Zúñiga Sotomayor, ix duque de Béjar (1622-1660) \| Juan Manuel de Zúñiga Sotomayor, ix duque de Béjar (1622-1660) \| Juan Manuel de Zúñiga Sotomayor, ix duque de Béjar (1622-1660) \| Juan Manuel de Zúñiga Sotomayor, ix duque de Béjar (1622-1660) \| Juan Manuel de Zúñiga Sotomayor, ix duque de Béjar (1622-1660) \| \| \| \| \| \| \| \| \| \| \| \| \| \| \| \| \| \| \| \| \| \| \| \| \| \| \| \| \| \| \| \| \| \| \| \| \| \| \| \| \| \| \| \| \| \| \| \| \| \| \| \| \| \| \| \| Alfonso Diego de Zúñiga Sotomayor, viii duque de Béjar (1621-1660) \| Alfonso Diego de Zúñiga Sotomayor, viii duque de Béjar (1621-1660) \| Alfonso Diego de Zúñiga Sotomayor, viii duque de Béjar (1621-1660) \| Alfonso Diego de Zúñiga Sotomayor, viii duque de Béjar (1621-1660) \| Alfonso Diego de Zúñiga Sotomayor, viii duque de Béjar (1621-1660) \| Alfonso Diego de Zúñiga Sotomayor, viii duque de Béjar (1621-1660) \| \| \| Juan Manuel de Zúñiga Sotomayor, ix duque de Béjar (1622-1660) \| Juan Manuel de Zúñiga Sotomayor, ix duque de Béjar (1622-1660) \| Juan Manuel de Zúñiga Sotomayor, ix duque de Béjar (1622-1660) \| Juan Manuel de Zúñiga Sotomayor, ix duque de Béjar (1622-1660) \| Juan Manuel de Zúñiga Sotomayor, ix duque de Béjar (1622-1660) \| Juan Manuel de Zúñiga Sotomayor, ix duque de Béjar (1622-1660) \| \| \| \| \| \| \| \| \| \| \| \| \| \| \| \| \| \| \| \| \| \| \| \| \| \| \| \| \| \| \| \| \| \| \| \| \| \| \| \| \| \| \| \| \| \| \| \| \| \| \| \| \| \| \| \| \| \| \| \| \| \| \| \| \| \| \| \| \| \| \| \| \| \| \| \| \| \| \| \| \| \| \| \| \| \| \| \| \| \| \| \| \| \| \| \| \| \| \| \| \| \| \| \| \| \| \| \| \| \| \| \| \| \| \| \| \| \| \| \| \| \| \| \| \| \| \| \| \| \| \| \| \| Manuela de Zúñiga Sotomayor, condesa duquesa de Benavente \| Manuela de Zúñiga Sotomayor, condesa duquesa de Benavente \| Manuela de Zúñiga Sotomayor, condesa duquesa de Benavente \| Manuela de Zúñiga Sotomayor, condesa duquesa de Benavente \| Manuela de Zúñiga Sotomayor, condesa duquesa de Benavente \| Manuela de Zúñiga Sotomayor, condesa duquesa de Benavente \| \| \| Manuel Diego de Zúñiga Sotomayor, x duque de Béjar (1657-1686) \| Manuel Diego de Zúñiga Sotomayor, x duque de Béjar (1657-1686) \| Manuel Diego de Zúñiga Sotomayor, x duque de Béjar (1657-1686) \| Manuel Diego de Zúñiga Sotomayor, x duque de Béjar (1657-1686) \| Manuel Diego de Zúñiga Sotomayor, x duque de Béjar (1657-1686) \| Manuel Diego de Zúñiga Sotomayor, x duque de Béjar (1657-1686) \| \| \| \| \| \| \| \| \| \| \| \| \| \| \| \| \| \| \| \| \| \| \| \| \| \| \| \| \| \| \| \| \| \| \| \| \| \| \| \| \| \| \| \| \| \| \| \| \| \| \| \| \| \| \| \| Manuela de Zúñiga Sotomayor, condesa duquesa de Benavente \| Manuela de Zúñiga Sotomayor, condesa duquesa de Benavente \| Manuela de Zúñiga Sotomayor, condesa duquesa de Benavente \| Manuela de Zúñiga Sotomayor, condesa duquesa de Benavente \| Manuela de Zúñiga Sotomayor, condesa duquesa de Benavente \| Manuela de Zúñiga Sotomayor, condesa duquesa de Benavente \| \| \| Manuel Diego de Zúñiga Sotomayor, x duque de Béjar (1657-1686) \| Manuel Diego de Zúñiga Sotomayor, x duque de Béjar (1657-1686) \| Manuel Diego de Zúñiga Sotomayor, x duque de Béjar (1657-1686) \| Manuel Diego de Zúñiga Sotomayor, x duque de Béjar (1657-1686) \| Manuel Diego de Zúñiga Sotomayor, x duque de Béjar (1657-1686) \| Manuel Diego de Zúñiga Sotomayor, x duque de Béjar (1657-1686) \| \| \| \| \| \| \| \| \| \| \| \| \| \| \| \| \| \| \| \| \| \| \| \| \| \| \| \| \| \| \| \| \| \| \| \| \| \| \| \| \| \| \| \| \| \| \| \| \| \| \| \| \| \| \| \| Antonio Francisco Pimentel, xiii conde x duque de Benavente († 1743) \| Antonio Francisco Pimentel, xiii conde x duque de Benavente († 1743) \| Antonio Francisco Pimentel, xiii conde x duque de Benavente († 1743) \| Antonio Francisco Pimentel, xiii conde x duque de Benavente († 1743) \| Antonio Francisco Pimentel, xiii conde x duque de Benavente († 1743) \| Antonio Francisco Pimentel, xiii conde x duque de Benavente († 1743) \| \| \| Juan Manuel de Zúñiga Sotomayor, xi duque de Béjar (1680-1747) \| Juan Manuel de Zúñiga Sotomayor, xi duque de Béjar (1680-1747) \| Juan Manuel de Zúñiga Sotomayor, xi duque de Béjar (1680-1747) \| Juan Manuel de Zúñiga Sotomayor, xi duque de Béjar (1680-1747) \| Juan Manuel de Zúñiga Sotomayor, xi duque de Béjar (1680-1747) \| Juan Manuel de Zúñiga Sotomayor, xi duque de Béjar (1680-1747) \| \| \| \| \| \| \| \| \| \| \| \| \| \| \| \| \| \| \| \| \| \| \| \| \| \| \| \| \| \| \| \| \| \| \| \| \| \| \| \| \| \| \| \| \| \| \| \| \| \| \| \| \| \| \| \| Antonio Francisco Pimentel, xiii conde x duque de Benavente († 1743) \| Antonio Francisco Pimentel, xiii conde x duque de Benavente († 1743) \| Antonio Francisco Pimentel, xiii conde x duque de Benavente († 1743) \| Antonio Francisco Pimentel, xiii conde x duque de Benavente († 1743) \| Antonio Francisco Pimentel, xiii conde x duque de Benavente († 1743) \| Antonio Francisco Pimentel, xiii conde x duque de Benavente († 1743) \| \| \| Juan Manuel de Zúñiga Sotomayor, xi duque de Béjar (1680-1747) \| Juan Manuel de Zúñiga Sotomayor, xi duque de Béjar (1680-1747) \| Juan Manuel de Zúñiga Sotomayor, xi duque de Béjar (1680-1747) \| Juan Manuel de Zúñiga Sotomayor, xi duque de Béjar (1680-1747) \| Juan Manuel de Zúñiga Sotomayor, xi duque de Béjar (1680-1747) \| Juan Manuel de Zúñiga Sotomayor, xi duque de Béjar (1680-1747) \| \| \| \| \| \| \| \| \| \| \| \| \| \| \| \| \| \| \| \| \| \| \| \| \| \| \| \| \| \| \| \| \| \| \| \| \| \| \| \| \| \| \| \| \| \| \| \| \| \| \| \| \| \| \| \| Francisco Alfonso Pimentel, xiv conde xi duque de Benavente (1707-1763) \| Francisco Alfonso Pimentel, xiv conde xi duque de Benavente (1707-1763) \| Francisco Alfonso Pimentel, xiv conde xi duque de Benavente (1707-1763) \| Francisco Alfonso Pimentel, xiv conde xi duque de Benavente (1707-1763) \| Francisco Alfonso Pimentel, xiv conde xi duque de Benavente (1707-1763) \| Francisco Alfonso Pimentel, xiv conde xi duque de Benavente (1707-1763) \| \| \| Joaquín Diego de Zúñiga Sotomayor, xii duque de Béjar (1715-1777) \| Joaquín Diego de Zúñiga Sotomayor, xii duque de Béjar (1715-1777) \| Joaquín Diego de Zúñiga Sotomayor, xii duque de Béjar (1715-1777) \| Joaquín Diego de Zúñiga Sotomayor, xii duque de Béjar (1715-1777) \| Joaquín Diego de Zúñiga Sotomayor, xii duque de Béjar (1715-1777) \| Joaquín Diego de Zúñiga Sotomayor, xii duque de Béjar (1715-1777) \| \| \| \| \| \| \| \| \| \| \| \| \| \| \| \| \| \| \| \| \| \| \| \| \| \| \| \| \| \| \| \| \| \| \| \| \| \| \| \| \| \| \| \| \| \| \| \| \| \| \| \| \| \| \| \| Francisco Alfonso Pimentel, xiv conde xi duque de Benavente (1707-1763) \| Francisco Alfonso Pimentel, xiv conde xi duque de Benavente (1707-1763) \| Francisco Alfonso Pimentel, xiv conde xi duque de Benavente (1707-1763) \| Francisco Alfonso Pimentel, xiv conde xi duque de Benavente (1707-1763) \| Francisco Alfonso Pimentel, xiv conde xi duque de Benavente (1707-1763) \| Francisco Alfonso Pimentel, xiv conde xi duque de Benavente (1707-1763) \| \| \| Joaquín Diego de Zúñiga Sotomayor, xii duque de Béjar (1715-1777) \| Joaquín Diego de Zúñiga Sotomayor, xii duque de Béjar (1715-1777) \| Joaquín Diego de Zúñiga Sotomayor, xii duque de Béjar (1715-1777) \| Joaquín Diego de Zúñiga Sotomayor, xii duque de Béjar (1715-1777) \| Joaquín Diego de Zúñiga Sotomayor, xii duque de Béjar (1715-1777) \| Joaquín Diego de Zúñiga Sotomayor, xii duque de Béjar (1715-1777) \| \| \| \| \| \| \| \| \| \| \| \| \| \| \| \| \| \| \| \| \| \| \| \| \| \| \| \| \| \| \| \| \| \| \| \| \| \| \| \| \| \| \| \| \| \| \| \| \| \| \| \| \| \| \| \| María Josefa Pimentel, duquesa de Osuna, xv condesa xii duquesa de Benavente, xiii duquesa de Béjar (1752-1834) \| \| \| \| \| \| \| \| \| \| \| \| \| \| \| \| \| \| \| \| \| \| \| \| \| \| \| \| \| \| \| \| \| \| \| \| \| \| \| \| \| \| \| \| \| \| \| \| \| \| \| \| \| \| \| \| \| \| \| \| \| \| \| \| \| \| \| \| \| \| \| \| \| \| \| \| \| \| \| \| \| \| \| \| \| \| \| \| \| \| \| \| \| \| \| \| \| \| \| \| \| \| \| \| \| \| \| \| \| \| \| \| \| \| \| \| \| \| \| \| \| \| \| \| \| \| \| \| \| \| \| \| \| \| \| \| \| \| \| \| \| \| \| \| \| \| \| \| \| \| \| \| \| \| \| \| \| \| \| \| \| \| \| \| \| \| \| \| \| \| \| \| \| \| \| \| \| \| \| \| \| \| \| \| \| \| \| \| \| \| \| \| \| \| \| \| \| \| \| Francisco de Borja Téllez-Girón, x duque de Osuna (1785-1820) \| Francisco de Borja Téllez-Girón, x duque de Osuna (1785-1820) \| Francisco de Borja Téllez-Girón, x duque de Osuna (1785-1820) \| Francisco de Borja Téllez-Girón, x duque de Osuna (1785-1820) \| Francisco de Borja Téllez-Girón, x duque de Osuna (1785-1820) \| Francisco de Borja Téllez-Girón, x duque de Osuna (1785-1820) \| \| \| \| \| \| \| \| \| \| \| Pedro de Alcántara Téllez-Girón, ii príncipe de Anglona (1786-1851) \| Pedro de Alcántara Téllez-Girón, ii príncipe de Anglona (1786-1851) \| Pedro de Alcántara Téllez-Girón, ii príncipe de Anglona (1786-1851) \| Pedro de Alcántara Téllez-Girón, ii príncipe de Anglona (1786-1851) \| Pedro de Alcántara Téllez-Girón, ii príncipe de Anglona (1786-1851) \| Pedro de Alcántara Téllez-Girón, ii príncipe de Anglona (1786-1851) \| \| \| \| \| \| \| \| \| \| \| \| \| \| \| \| \| \| \| \| \| \| \| \| \| \| \| \| \| \| \| \| \| \| \| \| \| \| \| \| \| \| \| \| \| \| \| \| Francisco de Borja Téllez-Girón, x duque de Osuna (1785-1820) \| Francisco de Borja Téllez-Girón, x duque de Osuna (1785-1820) \| Francisco de Borja Téllez-Girón, x duque de Osuna (1785-1820) \| Francisco de Borja Téllez-Girón, x duque de Osuna (1785-1820) \| Francisco de Borja Téllez-Girón, x duque de Osuna (1785-1820) \| Francisco de Borja Téllez-Girón, x duque de Osuna (1785-1820) \| \| \| \| \| \| \| \| \| \| \| Pedro de Alcántara Téllez-Girón, ii príncipe de Anglona (1786-1851) \| Pedro de Alcántara Téllez-Girón, ii príncipe de Anglona (1786-1851) \| Pedro de Alcántara Téllez-Girón, ii príncipe de Anglona (1786-1851) \| Pedro de Alcántara Téllez-Girón, ii príncipe de Anglona (1786-1851) \| Pedro de Alcántara Téllez-Girón, ii príncipe de Anglona (1786-1851) \| Pedro de Alcántara Téllez-Girón, ii príncipe de Anglona (1786-1851) \| \| \| \| \| \| \| \| \| \| \| \| \| \| \| \| \| \| \| \| \| \| \| \| \| \| \| \| \| \| \| \| \| \| \| \| \| \| \| \| \| \| \| \| \| \| \| \| \| \| \| \| \| \| \| \| \| \| \| \| \| \| \| \| \| \| \| \| \| \| \| \| \| \| \| \| \| \| \| \| \| \| \| \| \| \| \| \| \| \| \| \| \| \| \| \| \| \| \| \| \| \| \| \| \| \| \| \| \| Pedro de Alcántara Téllez-Girón, xi duque de Osuna, xiv duque de Béjar (1810-1844) \| Pedro de Alcántara Téllez-Girón, xi duque de Osuna, xiv duque de Béjar (1810-1844) \| Pedro de Alcántara Téllez-Girón, xi duque de Osuna, xiv duque de Béjar (1810-1844) \| Pedro de Alcántara Téllez-Girón, xi duque de Osuna, xiv duque de Béjar (1810-1844) \| Pedro de Alcántara Téllez-Girón, xi duque de Osuna, xiv duque de Béjar (1810-1844) \| Pedro de Alcántara Téllez-Girón, xi duque de Osuna, xiv duque de Béjar (1810-1844) \| \| \| Mariano Téllez-Girón, xii duque de Osuna, xv duque de Béjar (1814-1882) \| Mariano Téllez-Girón, xii duque de Osuna, xv duque de Béjar (1814-1882) \| Mariano Téllez-Girón, xii duque de Osuna, xv duque de Béjar (1814-1882) \| Mariano Téllez-Girón, xii duque de Osuna, xv duque de Béjar (1814-1882) \| Mariano Téllez-Girón, xii duque de Osuna, xv duque de Béjar (1814-1882) \| Mariano Téllez-Girón, xii duque de Osuna, xv duque de Béjar (1814-1882) \| \| \| Pedro de Alcántara Téllez-Girón, xiii duque de Osuna (1812-1900) \| Pedro de Alcántara Téllez-Girón, xiii duque de Osuna (1812-1900) \| Pedro de Alcántara Téllez-Girón, xiii duque de Osuna (1812-1900) \| Pedro de Alcántara Téllez-Girón, xiii duque de Osuna (1812-1900) \| Pedro de Alcántara Téllez-Girón, xiii duque de Osuna (1812-1900) \| Pedro de Alcántara Téllez-Girón, xiii duque de Osuna (1812-1900) \| \| \| Tirso María Téllez-Girón, duque de Uceda (1817-1871) \| Tirso María Téllez-Girón, duque de Uceda (1817-1871) \| Tirso María Téllez-Girón, duque de Uceda (1817-1871) \| Tirso María Téllez-Girón, duque de Uceda (1817-1871) \| Tirso María Téllez-Girón, duque de Uceda (1817-1871) \| Tirso María Téllez-Girón, duque de Uceda (1817-1871) \| \| \| \| \| \| \| \| \| \| \| \| \| \| \| \| \| \| \| \| \| \| \| \| \| \| \| \| \| \| \| \| \| \| \| \| \| \| \| \| Pedro de Alcántara Téllez-Girón, xi duque de Osuna, xiv duque de Béjar (1810-1844) \| Pedro de Alcántara Téllez-Girón, xi duque de Osuna, xiv duque de Béjar (1810-1844) \| Pedro de Alcántara Téllez-Girón, xi duque de Osuna, xiv duque de Béjar (1810-1844) \| Pedro de Alcántara Téllez-Girón, xi duque de Osuna, xiv duque de Béjar (1810-1844) \| Pedro de Alcántara Téllez-Girón, xi duque de Osuna, xiv duque de Béjar (1810-1844) \| Pedro de Alcántara Téllez-Girón, xi duque de Osuna, xiv duque de Béjar (1810-1844) \| \| \| Mariano Téllez-Girón, xii duque de Osuna, xv duque de Béjar (1814-1882) \| Mariano Téllez-Girón, xii duque de Osuna, xv duque de Béjar (1814-1882) \| Mariano Téllez-Girón, xii duque de Osuna, xv duque de Béjar (1814-1882) \| Mariano Téllez-Girón, xii duque de Osuna, xv duque de Béjar (1814-1882) \| Mariano Téllez-Girón, xii duque de Osuna, xv duque de Béjar (1814-1882) \| Mariano Téllez-Girón, xii duque de Osuna, xv duque de Béjar (1814-1882) \| \| \| Pedro de Alcántara Téllez-Girón, xiii duque de Osuna (1812-1900) \| Pedro de Alcántara Téllez-Girón, xiii duque de Osuna (1812-1900) \| Pedro de Alcántara Téllez-Girón, xiii duque de Osuna (1812-1900) \| Pedro de Alcántara Téllez-Girón, xiii duque de Osuna (1812-1900) \| Pedro de Alcántara Téllez-Girón, xiii duque de Osuna (1812-1900) \| Pedro de Alcántara Téllez-Girón, xiii duque de Osuna (1812-1900) \| \| \| Tirso María Téllez-Girón, duque de Uceda (1817-1871) \| Tirso María Téllez-Girón, duque de Uceda (1817-1871) \| Tirso María Téllez-Girón, duque de Uceda (1817-1871) \| Tirso María Téllez-Girón, duque de Uceda (1817-1871) \| Tirso María Téllez-Girón, duque de Uceda (1817-1871) \| Tirso María Téllez-Girón, duque de Uceda (1817-1871) \| \| \| \| \| \| \| \| \| \| \| \| \| \| \| \| \| \| \| \| \| \| \| \| \| \| \| \| \| \| \| \| \| \| \| \| \| \| \| \| \| \| \| \| \| \| \| \| \| \| \| \| \| \| \| \| \| \| \| \| \| \| \| \| \| \| \| \| \| \| \| \| \| \| \| \| \| \| \| \| \| \| \| \| \| \| \| \| \| \| \| \| \| \| \| \| \| \| \| \| \| \| \| \| \| \| \| \| \| \| \| \| \| \| \| \| \| \| \| \| \| \| \| \| \| \| \| \| \| \| \| \| \| Francisco de Borja Téllez-Girón, xi duque de Uceda (1839-1897) \| Francisco de Borja Téllez-Girón, xi duque de Uceda (1839-1897) \| Francisco de Borja Téllez-Girón, xi duque de Uceda (1839-1897) \| Francisco de Borja Téllez-Girón, xi duque de Uceda (1839-1897) \| Francisco de Borja Téllez-Girón, xi duque de Uceda (1839-1897) \| Francisco de Borja Téllez-Girón, xi duque de Uceda (1839-1897) \| \| \| María del Rosario Téllez-Girón, xvi duquesa de Béjar (1840-1896) \| María del Rosario Téllez-Girón, xvi duquesa de Béjar (1840-1896) \| María del Rosario Téllez-Girón, xvi duquesa de Béjar (1840-1896) \| María del Rosario Téllez-Girón, xvi duquesa de Béjar (1840-1896) \| María del Rosario Téllez-Girón, xvi duquesa de Béjar (1840-1896) \| María del Rosario Téllez-Girón, xvi duquesa de Béjar (1840-1896) \| \| \| \| \| \| \| \| \| \| \| \| \| \| \| \| \| \| \| \| \| \| \| \| \| \| \| \| \| \| \| \| \| \| \| \| \| \| \| \| \| \| \| \| \| \| \| \| \| \| \| \| \| \| \| \| Francisco de Borja Téllez-Girón, xi duque de Uceda (1839-1897) \| Francisco de Borja Téllez-Girón, xi duque de Uceda (1839-1897) \| Francisco de Borja Téllez-Girón, xi duque de Uceda (1839-1897) \| Francisco de Borja Téllez-Girón, xi duque de Uceda (1839-1897) \| Francisco de Borja Téllez-Girón, xi duque de Uceda (1839-1897) \| Francisco de Borja Téllez-Girón, xi duque de Uceda (1839-1897) \| \| \| María del Rosario Téllez-Girón, xvi duquesa de Béjar (1840-1896) \| María del Rosario Téllez-Girón, xvi duquesa de Béjar (1840-1896) \| María del Rosario Téllez-Girón, xvi duquesa de Béjar (1840-1896) \| María del Rosario Téllez-Girón, xvi duquesa de Béjar (1840-1896) \| María del Rosario Téllez-Girón, xvi duquesa de Béjar (1840-1896) \| María del Rosario Téllez-Girón, xvi duquesa de Béjar (1840-1896) \| \| \| \| \| \| \| \| \| \| \| \| \| \| \| \| \| \| \| \| \| \| \| \| \| \| \| \| \| \| \| \| \| \| \| \| \| \| \| \| \| \| \| \| \| \| \| \| \| \| \| \| \| \| \| \| \| \| \| \| \| \| \| \| \| \| \| \| \| \| \| \| \| \| \| \| \| \| \| \| \| \| \| \| \| \| \| \| \| \| \| \| \| \| \| \| \| \| \| \| \| \| \| \| \| \| \| \| \| \| \| \| \| \| \| \| \| Luis María Téllez-Girón, xiv duque de Osuna (1870-1909) \| Luis María Téllez-Girón, xiv duque de Osuna (1870-1909) \| Luis María Téllez-Girón, xiv duque de Osuna (1870-1909) \| Luis María Téllez-Girón, xiv duque de Osuna (1870-1909) \| Luis María Téllez-Girón, xiv duque de Osuna (1870-1909) \| Luis María Téllez-Girón, xiv duque de Osuna (1870-1909) \| \| \| Mariano Téllez-Girón, xv duque de Osuna (1887-1931) Con sucesión en la casa de Osuna. \| Mariano Téllez-Girón, xv duque de Osuna (1887-1931) Con sucesión en la casa de Osuna. \| Mariano Téllez-Girón, xv duque de Osuna (1887-1931) Con sucesión en la casa de Osuna. \| Mariano Téllez-Girón, xv duque de Osuna (1887-1931) Con sucesión en la casa de Osuna. \| Mariano Téllez-Girón, xv duque de Osuna (1887-1931) Con sucesión en la casa de Osuna. \| Mariano Téllez-Girón, xv duque de Osuna (1887-1931) Con sucesión en la casa de Osuna. \| \| \| Jaime Roca de Togores, xvii duque de Béjar (1862-1921) \| Jaime Roca de Togores, xvii duque de Béjar (1862-1921) \| Jaime Roca de Togores, xvii duque de Béjar (1862-1921) \| Jaime Roca de Togores, xvii duque de Béjar (1862-1921) \| Jaime Roca de Togores, xvii duque de Béjar (1862-1921) \| Jaime Roca de Togores, xvii duque de Béjar (1862-1921) \| \| \| Luis Roca de Togores, xviii duque de Béjar (1865-1936) \| Luis Roca de Togores, xviii duque de Béjar (1865-1936) \| Luis Roca de Togores, xviii duque de Béjar (1865-1936) \| Luis Roca de Togores, xviii duque de Béjar (1865-1936) \| Luis Roca de Togores, xviii duque de Béjar (1865-1936) \| Luis Roca de Togores, xviii duque de Béjar (1865-1936) \| \| \| \| \| \| \| \| \| \| \| \| \| \| \| \| \| \| \| \| \| \| \| \| \| \| \| \| \| \| \| \| \| \| \| \| \| \| \| \| Luis María Téllez-Girón, xiv duque de Osuna (1870-1909) \| Luis María Téllez-Girón, xiv duque de Osuna (1870-1909) \| Luis María Téllez-Girón, xiv duque de Osuna (1870-1909) \| Luis María Téllez-Girón, xiv duque de Osuna (1870-1909) \| Luis María Téllez-Girón, xiv duque de Osuna (1870-1909) \| Luis María Téllez-Girón, xiv duque de Osuna (1870-1909) \| \| \| Mariano Téllez-Girón, xv duque de Osuna (1887-1931) Con sucesión en la casa de Osuna. \| Mariano Téllez-Girón, xv duque de Osuna (1887-1931) Con sucesión en la casa de Osuna. \| Mariano Téllez-Girón, xv duque de Osuna (1887-1931) Con sucesión en la casa de Osuna. \| Mariano Téllez-Girón, xv duque de Osuna (1887-1931) Con sucesión en la casa de Osuna. \| Mariano Téllez-Girón, xv duque de Osuna (1887-1931) Con sucesión en la casa de Osuna. \| Mariano Téllez-Girón, xv duque de Osuna (1887-1931) Con sucesión en la casa de Osuna. \| \| \| Jaime Roca de Togores, xvii duque de Béjar (1862-1921) \| Jaime Roca de Togores, xvii duque de Béjar (1862-1921) \| Jaime Roca de Togores, xvii duque de Béjar (1862-1921) \| Jaime Roca de Togores, xvii duque de Béjar (1862-1921) \| Jaime Roca de Togores, xvii duque de Béjar (1862-1921) \| Jaime Roca de Togores, xvii duque de Béjar (1862-1921) \| \| \| Luis Roca de Togores, xviii duque de Béjar (1865-1936) \| Luis Roca de Togores, xviii duque de Béjar (1865-1936) \| Luis Roca de Togores, xviii duque de Béjar (1865-1936) \| Luis Roca de Togores, xviii duque de Béjar (1865-1936) \| Luis Roca de Togores, xviii duque de Béjar (1865-1936) \| Luis Roca de Togores, xviii duque de Béjar (1865-1936) \| \| \| \| \| \| \| \| \| \| \| \| \| \| \| \| \| \| \| \| \| \| \| \| \| \| \| \| \| \| \| \| \| \| \| \| \| \| \| \| \| \| \| \| \| \| \| \| \| \| \| \| \| \| \| \| \| \| \| \| \| \| \| \| Pedro de Alcántara Roca de Togores, xix duque de Béjar (1895-1941) \| \| \| \| \| \| \| \| \| \| \| \| \| \| \| \| \| \| \| \| \| \| \| \| \| \| \| \| \| \| \| \| \| \| \| \| \| \| \| \| \| \| \| \| \| \| \| \| \| \| \| \| \| \| \| \| \| \| \| \| \| \| \| \| \| \| \| \| \| \| \| \| \| \| \| \| \| \| \| \| \| \| \| \| \| \| \| \| \| \| \| \| \| \| \| \| \| \| \| \| \| \| \| \| \| \| \| \| \| \| \| \| \| \| \| \| \| \| \| \| \| \| \| \| \| \| \| \| \| \| \| \| \| \| \| \| \| \| Pedro de Alcántara Roca de Togores, xx duque de Béjar (1917-1978) \| \| \| \| \| \| \| \| \| \| \| \| \| \| \| \| \| \| \| \| \| \| \| \| \| \| \| \| \| \| \| \| \| \| \| \| \| \| \| \| \| \| \| \| \| \| \| \| \| \| \| \| \| \| \| \| \| \| \| \| \| \| \| \| \| \| \| \| \| \| \| \| \| \| \| \| \| \| \| \| \| \| \| \| \| \| \| \| \| \| \| \| \| \| \| \| \| \| \| \| \| \| \| \| \| \| \| \| \| \| \| \| \| \| \| \| \| \| \| \| \| \| \| \| \| \| \| \| \| \| \| \| \| \| \| \| \| \| Pedro de Alcántara Roca de Togores, xxi duque de Béjar (n. 1944) \| \| \| \| \| \| \| \| \| \| \| \| \| \| \| \| \| \| \| \| \| \| \| \| \| \| \| \| \| \| \| \| \| \| \| \| \| \| \| \| \| \| \| \| \| \| \| \| \| \| \| \| \| \| \| \| \| \| \| \| \| \| \| \| \| \| \| \| \| \| \| \| \| \| \| \| \| \| \| \| \| \| \| \| \| \| \| \| \| \| \| \| \| \| \| \| \| \| \| \| \| \| \| \| \| \| \| \| \| \| \| \| \| \| \| \| \| \| \| \| \| \| \| \| \| \| \| \| \| \| \| \| \| \| \| \| \| \| Pedro de Alcántara Roca de Togores y García (n. 1968) \| \| \| \| \| \| \| \| \| \| \| \| \| \| \| \| \| \| \| \| \| \| \| \| \| \| \| \| |                                                                                    |                                                                                    |                                                                                    |                                                                                    |                                                                                    |  |  |                                                                         |                                                                         |                                                                         |                                                                         |                                                                         |                                                                         |  |  | |                                                                         |                                                                         |                                                                         |                                                                         |                                                                         |  |  |                                                                                       |                                                                                       |                                                                                       |                                                                                       |                                                                                       |                                                                                       |  |  |                                                                  |                                                                  |                                                                  |                                                                  |                                                                  |                                                                  |  |  |                                                                    |                                                        |                                                        |                                                        |                                                        |                                                        |  |  |  |  |  |  |  |  |  |  |  |  |  |  |  |  |  |  |  |  |  |  |
| |                                                                                    |                                                                                    |                                                                                    |                                                                                    |                                                                                    |  |  |                                                                         |                                                                         |                                                                         |                                                                         |                                                                         |                                                                         |  |  | Álvaro de Zúñiga, i duque de Béjar († 1488)                                                                     |                                                                         |                                                                         |                                                                         |                                                                         |                                                                         |  |  |                                                                                       |                                                                                       |                                                                                       |                                                                                       |                                                                                       |                                                                                       |  |  |                                                                  |                                                                  |                                                                  |                                                                  |                                                                  |                                                                  |  |  |                                                                    |                                                        |                                                        |                                                        |                                                        |                                                        |  |  |  |  |  |  |  |  |  |  |  |  |  |  |  |  |  |  |  |  |  |  |
| |                                                                                    |                                                                                    |                                                                                    |                                                                                    |                                                                                    |  |  |                                                                         |                                                                         |                                                                         |                                                                         |                                                                         |                                                                         |  |  | |                                                                         |                                                                         |                                                                         |                                                                         |                                                                         |  |  |                                                                                       |                                                                                       |                                                                                       |                                                                                       |                                                                                       |                                                                                       |  |  |                                                                  |                                                                  |                                                                  |                                                                  |                                                                  |                                                                  |  |  |                                                                    |                                                        |                                                        |                                                        |                                                        |                                                        |  |  |  |  |  |  |  |  |  |  |  |  |  |  |  |  |  |  |  |  |  |  |
| |                                                                                    |                                                                                    |                                                                                    |                                                                                    |                                                                                    |  |  |                                                                         |                                                                         |                                                                         |                                                                         |                                                                         |                                                                         |  |  | Pedro de Zúñiga, ii conde de Bañares (1430-1484)                                                                |                                                                         |                                                                         |                                                                         |                                                                         |                                                                         |  |  |                                                                                       |                                                                                       |                                                                                       |                                                                                       |                                                                                       |                                                                                       |  |  |                                                                  |                                                                  |                                                                  |                                                                  |                                                                  |                                                                  |  |  |                                                                    |                                                        |                                                        |                                                        |                                                        |                                                        |  |  |  |  |  |  |  |  |  |  |  |  |  |  |  |  |  |  |  |  |  |  |
| |                                                                                    |                                                                                    |                                                                                    |                                                                                    |                                                                                    |  |  |                                                                         |                                                                         |                                                                         |                                                                         |                                                                         |                                                                         |  |  | |                                                                         |                                                                         |                                                                         |                                                                         |                                                                         |  |  |                                                                                       |                                                                                       |                                                                                       |                                                                                       |                                                                                       |                                                                                       |  |  |                                                                  |                                                                  |                                                                  |                                                                  |                                                                  |                                                                  |  |  |                                                                    |                                                        |                                                        |                                                        |                                                        |                                                        |  |  |  |  |  |  |  |  |  |  |  |  |  |  |  |  |  |  |  |  |  |  |
| |                                                                                    |                                                                                    |                                                                                    |                                                                                    |                                                                                    |  |  |                                                                         |                                                                         |                                                                         |                                                                         |                                                                         |                                                                         |  |  | |                                                                         |                                                                         |                                                                         |                                                                         |                                                                         |  |  |                                                                                       |                                                                                       |                                                                                       |                                                                                       |                                                                                       |                                                                                       |  |  |                                                                  |                                                                  |                                                                  |                                                                  |                                                                  |                                                                  |  |  |                                                                    |                                                        |                                                        |                                                        |                                                        |                                                        |  |  |  |  |  |  |  |  |  |  |  |  |  |  |  |  |  |  |  |  |  |  |
| |                                                                                    |                                                                                    |                                                                                    |                                                                                    |                                                                                    |  |  | Álvaro de Zúñiga, ii duque de Béjar († 1531)                            | Álvaro de Zúñiga, ii duque de Béjar († 1531)                            | Álvaro de Zúñiga, ii duque de Béjar († 1531)                            | Álvaro de Zúñiga, ii duque de Béjar († 1531)                            | Álvaro de Zúñiga, ii duque de Béjar († 1531)                            | Álvaro de Zúñiga, ii duque de Béjar († 1531)                            |  |  | Francisco de Zúñiga, I marqués de Ayamonte († 1525)                                                             | Francisco de Zúñiga, I marqués de Ayamonte († 1525)                     | Francisco de Zúñiga, I marqués de Ayamonte († 1525)                     | Francisco de Zúñiga, I marqués de Ayamonte († 1525)                     | Francisco de Zúñiga, I marqués de Ayamonte († 1525)                     | Francisco de Zúñiga, I marqués de Ayamonte († 1525)                     |  |  |                                                                                       |                                                                                       |                                                                                       |                                                                                       |                                                                                       |                                                                                       |  |  |                                                                  |                                                                  |                                                                  |                                                                  |                                                                  |                                                                  |  |  |                                                                    |                                                        |                                                        |                                                        |                                                        |                                                        |  |  |  |  |  |  |  |  |  |  |  |  |  |  |  |  |  |  |  |  |  |  |
| |                                                                                    |                                                                                    |                                                                                    |                                                                                    |                                                                                    |  |  | Álvaro de Zúñiga, ii duque de Béjar († 1531)                            | Álvaro de Zúñiga, ii duque de Béjar († 1531)                            | Álvaro de Zúñiga, ii duque de Béjar († 1531)                            | Álvaro de Zúñiga, ii duque de Béjar († 1531)                            | Álvaro de Zúñiga, ii duque de Béjar († 1531)                            | Álvaro de Zúñiga, ii duque de Béjar († 1531)                            |  |  | Francisco de Zúñiga, I marqués de Ayamonte († 1525)                                                             | Francisco de Zúñiga, I marqués de Ayamonte († 1525)                     | Francisco de Zúñiga, I marqués de Ayamonte († 1525)                     | Francisco de Zúñiga, I marqués de Ayamonte († 1525)                     | Francisco de Zúñiga, I marqués de Ayamonte († 1525)                     | Francisco de Zúñiga, I marqués de Ayamonte († 1525)                     |  |  |                                                                                       |                                                                                       |                                                                                       |                                                                                       |                                                                                       |                                                                                       |  |  |                                                                  |                                                                  |                                                                  |                                                                  |                                                                  |                                                                  |  |  |                                                                    |                                                        |                                                        |                                                        |                                                        |                                                        |  |  |  |  |  |  |  |  |  |  |  |  |  |  |  |  |  |  |  |  |  |  |
| |                                                                                    |                                                                                    |                                                                                    |                                                                                    |                                                                                    |  |  |                                                                         |                                                                         |                                                                         |                                                                         |                                                                         |                                                                         |  |  | Teresa de Zúñiga, iii duquesa de Béjar (1502-1565)                                                              |                                                                         |                                                                         |                                                                         |                                                                         |                                                                         |  |  |                                                                                       |                                                                                       |                                                                                       |                                                                                       |                                                                                       |                                                                                       |  |  |                                                                  |                                                                  |                                                                  |                                                                  |                                                                  |                                                                  |  |  |                                                                    |                                                        |                                                        |                                                        |                                                        |                                                        |  |  |  |  |  |  |  |  |  |  |  |  |  |  |  |  |  |  |  |  |  |  |
| |                                                                                    |                                                                                    |                                                                                    |                                                                                    |                                                                                    |  |  |                                                                         |                                                                         |                                                                         |                                                                         |                                                                         |                                                                         |  |  | |                                                                         |                                                                         |                                                                         |                                                                         |                                                                         |  |  |                                                                                       |                                                                                       |                                                                                       |                                                                                       |                                                                                       |                                                                                       |  |  |                                                                  |                                                                  |                                                                  |                                                                  |                                                                  |                                                                  |  |  |                                                                    |                                                        |                                                        |                                                        |                                                        |                                                        |  |  |  |  |  |  |  |  |  |  |  |  |  |  |  |  |  |  |  |  |  |  |
| |                                                                                    |                                                                                    |                                                                                    |                                                                                    |                                                                                    |  |  |                                                                         |                                                                         |                                                                         |                                                                         |                                                                         |                                                                         |  |  | Francisco de Zúñiga Sotomayor, iv duque de Béjar (1523-1591)                                                    |                                                                         |                                                                         |                                                                         |                                                                         |                                                                         |  |  |                                                                                       |                                                                                       |                                                                                       |                                                                                       |                                                                                       |                                                                                       |  |  |                                                                  |                                                                  |                                                                  |                                                                  |                                                                  |                                                                  |  |  |                                                                    |                                                        |                                                        |                                                        |                                                        |                                                        |  |  |  |  |  |  |  |  |  |  |  |  |  |  |  |  |  |  |  |  |  |  |
| |                                                                                    |                                                                                    |                                                                                    |                                                                                    |                                                                                    |  |  |                                                                         |                                                                         |                                                                         |                                                                         |                                                                         |                                                                         |  |  | |                                                                         |                                                                         |                                                                         |                                                                         |                                                                         |  |  |                                                                                       |                                                                                       |                                                                                       |                                                                                       |                                                                                       |                                                                                       |  |  |                                                                  |                                                                  |                                                                  |                                                                  |                                                                  |                                                                  |  |  |                                                                    |                                                        |                                                        |                                                        |                                                        |                                                        |  |  |  |  |  |  |  |  |  |  |  |  |  |  |  |  |  |  |  |  |  |  |
| |                                                                                    |                                                                                    |                                                                                    |                                                                                    |                                                                                    |  |  |                                                                         |                                                                         |                                                                         |                                                                         |                                                                         |                                                                         |  |  | Francisco Diego de Zúñiga Sotomayor, v duque de Béjar (1550-1601)                                               |                                                                         |                                                                         |                                                                         |                                                                         |                                                                         |  |  |                                                                                       |                                                                                       |                                                                                       |                                                                                       |                                                                                       |                                                                                       |  |  |                                                                  |                                                                  |                                                                  |                                                                  |                                                                  |                                                                  |  |  |                                                                    |                                                        |                                                        |                                                        |                                                        |                                                        |  |  |  |  |  |  |  |  |  |  |  |  |  |  |  |  |  |  |  |  |  |  |
| |                                                                                    |                                                                                    |                                                                                    |                                                                                    |                                                                                    |  |  |                                                                         |                                                                         |                                                                         |                                                                         |                                                                         |                                                                         |  |  | |                                                                         |                                                                         |                                                                         |                                                                         |                                                                         |  |  |                                                                                       |                                                                                       |                                                                                       |                                                                                       |                                                                                       |                                                                                       |  |  |                                                                  |                                                                  |                                                                  |                                                                  |                                                                  |                                                                  |  |  |                                                                    |                                                        |                                                        |                                                        |                                                        |                                                        |  |  |  |  |  |  |  |  |  |  |  |  |  |  |  |  |  |  |  |  |  |  |
| |                                                                                    |                                                                                    |                                                                                    |                                                                                    |                                                                                    |  |  |                                                                         |                                                                         |                                                                         |                                                                         |                                                                         |                                                                         |  |  | Alonso Diego de Zúñiga Sotomayor, vi duque de Béjar (1578-1619)                                                 |                                                                         |                                                                         |                                                                         |                                                                         |                                                                         |  |  |                                                                                       |                                                                                       |                                                                                       |                                                                                       |                                                                                       |                                                                                       |  |  |                                                                  |                                                                  |                                                                  |                                                                  |                                                                  |                                                                  |  |  |                                                                    |                                                        |                                                        |                                                        |                                                        |                                                        |  |  |  |  |  |  |  |  |  |  |  |  |  |  |  |  |  |  |  |  |  |  |
| |                                                                                    |                                                                                    |                                                                                    |                                                                                    |                                                                                    |  |  |                                                                         |                                                                         |                                                                         |                                                                         |                                                                         |                                                                         |  |  | |                                                                         |                                                                         |                                                                         |                                                                         |                                                                         |  |  |                                                                                       |                                                                                       |                                                                                       |                                                                                       |                                                                                       |                                                                                       |  |  |                                                                  |                                                                  |                                                                  |                                                                  |                                                                  |                                                                  |  |  |                                                                    |                                                        |                                                        |                                                        |                                                        |                                                        |  |  |  |  |  |  |  |  |  |  |  |  |  |  |  |  |  |  |  |  |  |  |
| |                                                                                    |                                                                                    |                                                                                    |                                                                                    |                                                                                    |  |  |                                                                         |                                                                         |                                                                         |                                                                         |                                                                         |                                                                         |  |  | Francisco Diego de Zúñiga Sotomayor, vii duque de Béjar (1596-1636)                                             |                                                                         |                                                                         |                                                                         |                                                                         |                                                                         |  |  |                                                                                       |                                                                                       |                                                                                       |                                                                                       |                                                                                       |                                                                                       |  |  |                                                                  |                                                                  |                                                                  |                                                                  |                                                                  |                                                                  |  |  |                                                                    |                                                        |                                                        |                                                        |                                                        |                                                        |  |  |  |  |  |  |  |  |  |  |  |  |  |  |  |  |  |  |  |  |  |  |
| |                                                                                    |                                                                                    |                                                                                    |                                                                                    |                                                                                    |  |  |                                                                         |                                                                         |                                                                         |                                                                         |                                                                         |                                                                         |  |  | |                                                                         |                                                                         |                                                                         |                                                                         |                                                                         |  |  |                                                                                       |                                                                                       |                                                                                       |                                                                                       |                                                                                       |                                                                                       |  |  |                                                                  |                                                                  |                                                                  |                                                                  |                                                                  |                                                                  |  |  |                                                                    |                                                        |                                                        |                                                        |                                                        |                                                        |  |  |  |  |  |  |  |  |  |  |  |  |  |  |  |  |  |  |  |  |  |  |
| |                                                                                    |                                                                                    |                                                                                    |                                                                                    |                                                                                    |  |  |                                                                         |                                                                         |                                                                         |                                                                         |                                                                         |                                                                         |  |  | |                                                                         |                                                                         |                                                                         |                                                                         |                                                                         |  |  |                                                                                       |                                                                                       |                                                                                       |                                                                                       |                                                                                       |                                                                                       |  |  |                                                                  |                                                                  |                                                                  |                                                                  |                                                                  |                                                                  |  |  |                                                                    |                                                        |                                                        |                                                        |                                                        |                                                        |  |  |  |  |  |  |  |  |  |  |  |  |  |  |  |  |  |  |  |  |  |  |
| |                                                                                    |                                                                                    |                                                                                    |                                                                                    |                                                                                    |  |  | Alfonso Diego de Zúñiga Sotomayor, viii duque de Béjar (1621-1660)      | Alfonso Diego de Zúñiga Sotomayor, viii duque de Béjar (1621-1660)      | Alfonso Diego de Zúñiga Sotomayor, viii duque de Béjar (1621-1660)      | Alfonso Diego de Zúñiga Sotomayor, viii duque de Béjar (1621-1660)      | Alfonso Diego de Zúñiga Sotomayor, viii duque de Béjar (1621-1660)      | Alfonso Diego de Zúñiga Sotomayor, viii duque de Béjar (1621-1660)      |  |  | Juan Manuel de Zúñiga Sotomayor, ix duque de Béjar (1622-1660)                                                  | Juan Manuel de Zúñiga Sotomayor, ix duque de Béjar (1622-1660)          | Juan Manuel de Zúñiga Sotomayor, ix duque de Béjar (1622-1660)          | Juan Manuel de Zúñiga Sotomayor, ix duque de Béjar (1622-1660)          | Juan Manuel de Zúñiga Sotomayor, ix duque de Béjar (1622-1660)          | Juan Manuel de Zúñiga Sotomayor, ix duque de Béjar (1622-1660)          |  |  |                                                                                       |                                                                                       |                                                                                       |                                                                                       |                                                                                       |                                                                                       |  |  |                                                                  |                                                                  |                                                                  |                                                                  |                                                                  |                                                                  |  |  |                                                                    |                                                        |                                                        |                                                        |                                                        |                                                        |  |  |  |  |  |  |  |  |  |  |  |  |  |  |  |  |  |  |  |  |  |  |
| |                                                                                    |                                                                                    |                                                                                    |                                                                                    |                                                                                    |  |  | Alfonso Diego de Zúñiga Sotomayor, viii duque de Béjar (1621-1660)      | Alfonso Diego de Zúñiga Sotomayor, viii duque de Béjar (1621-1660)      | Alfonso Diego de Zúñiga Sotomayor, viii duque de Béjar (1621-1660)      | Alfonso Diego de Zúñiga Sotomayor, viii duque de Béjar (1621-1660)      | Alfonso Diego de Zúñiga Sotomayor, viii duque de Béjar (1621-1660)      | Alfonso Diego de Zúñiga Sotomayor, viii duque de Béjar (1621-1660)      |  |  | Juan Manuel de Zúñiga Sotomayor, ix duque de Béjar (1622-1660)                                                  | Juan Manuel de Zúñiga Sotomayor, ix duque de Béjar (1622-1660)          | Juan Manuel de Zúñiga Sotomayor, ix duque de Béjar (1622-1660)          | Juan Manuel de Zúñiga Sotomayor, ix duque de Béjar (1622-1660)          | Juan Manuel de Zúñiga Sotomayor, ix duque de Béjar (1622-1660)          | Juan Manuel de Zúñiga Sotomayor, ix duque de Béjar (1622-1660)          |  |  |                                                                                       |                                                                                       |                                                                                       |                                                                                       |                                                                                       |                                                                                       |  |  |                                                                  |                                                                  |                                                                  |                                                                  |                                                                  |                                                                  |  |  |                                                                    |                                                        |                                                        |                                                        |                                                        |                                                        |  |  |  |  |  |  |  |  |  |  |  |  |  |  |  |  |  |  |  |  |  |  |
| |                                                                                    |                                                                                    |                                                                                    |                                                                                    |                                                                                    |  |  |                                                                         |                                                                         |                                                                         |                                                                         |                                                                         |                                                                         |  |  | |                                                                         |                                                                         |                                                                         |                                                                         |                                                                         |  |  |                                                                                       |                                                                                       |                                                                                       |                                                                                       |                                                                                       |                                                                                       |  |  |                                                                  |                                                                  |                                                                  |                                                                  |                                                                  |                                                                  |  |  |                                                                    |                                                        |                                                        |                                                        |                                                        |                                                        |  |  |  |  |  |  |  |  |  |  |  |  |  |  |  |  |  |  |  |  |  |  |
| |                                                                                    |                                                                                    |                                                                                    |                                                                                    |                                                                                    |  |  |                                                                         |                                                                         |                                                                         |                                                                         |                                                                         |                                                                         |  |  | Manuela de Zúñiga Sotomayor, condesa duquesa de Benavente                                                       | Manuela de Zúñiga Sotomayor, condesa duquesa de Benavente               | Manuela de Zúñiga Sotomayor, condesa duquesa de Benavente               | Manuela de Zúñiga Sotomayor, condesa duquesa de Benavente               | Manuela de Zúñiga Sotomayor, condesa duquesa de Benavente               | Manuela de Zúñiga Sotomayor, condesa duquesa de Benavente               |  |  | Manuel Diego de Zúñiga Sotomayor, x duque de Béjar (1657-1686)                        | Manuel Diego de Zúñiga Sotomayor, x duque de Béjar (1657-1686)                        | Manuel Diego de Zúñiga Sotomayor, x duque de Béjar (1657-1686)                        | Manuel Diego de Zúñiga Sotomayor, x duque de Béjar (1657-1686)                        | Manuel Diego de Zúñiga Sotomayor, x duque de Béjar (1657-1686)                        | Manuel Diego de Zúñiga Sotomayor, x duque de Béjar (1657-1686)                        |  |  |                                                                  |                                                                  |                                                                  |                                                                  |                                                                  |                                                                  |  |  |                                                                    |                                                        |                                                        |                                                        |                                                        |                                                        |  |  |  |  |  |  |  |  |  |  |  |  |  |  |  |  |  |  |  |  |  |  |
| |                                                                                    |                                                                                    |                                                                                    |                                                                                    |                                                                                    |  |  |                                                                         |                                                                         |                                                                         |                                                                         |                                                                         |                                                                         |  |  | Manuela de Zúñiga Sotomayor, condesa duquesa de Benavente                                                       | Manuela de Zúñiga Sotomayor, condesa duquesa de Benavente               | Manuela de Zúñiga Sotomayor, condesa duquesa de Benavente               | Manuela de Zúñiga Sotomayor, condesa duquesa de Benavente               | Manuela de Zúñiga Sotomayor, condesa duquesa de Benavente               | Manuela de Zúñiga Sotomayor, condesa duquesa de Benavente               |  |  | Manuel Diego de Zúñiga Sotomayor, x duque de Béjar (1657-1686)                        | Manuel Diego de Zúñiga Sotomayor, x duque de Béjar (1657-1686)                        | Manuel Diego de Zúñiga Sotomayor, x duque de Béjar (1657-1686)                        | Manuel Diego de Zúñiga Sotomayor, x duque de Béjar (1657-1686)                        | Manuel Diego de Zúñiga Sotomayor, x duque de Béjar (1657-1686)                        | Manuel Diego de Zúñiga Sotomayor, x duque de Béjar (1657-1686)                        |  |  |                                                                  |                                                                  |                                                                  |                                                                  |                                                                  |                                                                  |  |  |                                                                    |                                                        |                                                        |                                                        |                                                        |                                                        |  |  |  |  |  |  |  |  |  |  |  |  |  |  |  |  |  |  |  |  |  |  |
| |                                                                                    |                                                                                    |                                                                                    |                                                                                    |                                                                                    |  |  |                                                                         |                                                                         |                                                                         |                                                                         |                                                                         |                                                                         |  |  | Antonio Francisco Pimentel, xiii conde x duque de Benavente († 1743)                                            | Antonio Francisco Pimentel, xiii conde x duque de Benavente († 1743)    | Antonio Francisco Pimentel, xiii conde x duque de Benavente († 1743)    | Antonio Francisco Pimentel, xiii conde x duque de Benavente († 1743)    | Antonio Francisco Pimentel, xiii conde x duque de Benavente († 1743)    | Antonio Francisco Pimentel, xiii conde x duque de Benavente († 1743)    |  |  | Juan Manuel de Zúñiga Sotomayor, xi duque de Béjar (1680-1747)                        | Juan Manuel de Zúñiga Sotomayor, xi duque de Béjar (1680-1747)                        | Juan Manuel de Zúñiga Sotomayor, xi duque de Béjar (1680-1747)                        | Juan Manuel de Zúñiga Sotomayor, xi duque de Béjar (1680-1747)                        | Juan Manuel de Zúñiga Sotomayor, xi duque de Béjar (1680-1747)                        | Juan Manuel de Zúñiga Sotomayor, xi duque de Béjar (1680-1747)                        |  |  |                                                                  |                                                                  |                                                                  |                                                                  |                                                                  |                                                                  |  |  |                                                                    |                                                        |                                                        |                                                        |                                                        |                                                        |  |  |  |  |  |  |  |  |  |  |  |  |  |  |  |  |  |  |  |  |  |  |
| |                                                                                    |                                                                                    |                                                                                    |                                                                                    |                                                                                    |  |  |                                                                         |                                                                         |                                                                         |                                                                         |                                                                         |                                                                         |  |  | Antonio Francisco Pimentel, xiii conde x duque de Benavente († 1743)                                            | Antonio Francisco Pimentel, xiii conde x duque de Benavente († 1743)    | Antonio Francisco Pimentel, xiii conde x duque de Benavente († 1743)    | Antonio Francisco Pimentel, xiii conde x duque de Benavente († 1743)    | Antonio Francisco Pimentel, xiii conde x duque de Benavente († 1743)    | Antonio Francisco Pimentel, xiii conde x duque de Benavente († 1743)    |  |  | Juan Manuel de Zúñiga Sotomayor, xi duque de Béjar (1680-1747)                        | Juan Manuel de Zúñiga Sotomayor, xi duque de Béjar (1680-1747)                        | Juan Manuel de Zúñiga Sotomayor, xi duque de Béjar (1680-1747)                        | Juan Manuel de Zúñiga Sotomayor, xi duque de Béjar (1680-1747)                        | Juan Manuel de Zúñiga Sotomayor, xi duque de Béjar (1680-1747)                        | Juan Manuel de Zúñiga Sotomayor, xi duque de Béjar (1680-1747)                        |  |  |                                                                  |                                                                  |                                                                  |                                                                  |                                                                  |                                                                  |  |  |                                                                    |                                                        |                                                        |                                                        |                                                        |                                                        |  |  |  |  |  |  |  |  |  |  |  |  |  |  |  |  |  |  |  |  |  |  |
| |                                                                                    |                                                                                    |                                                                                    |                                                                                    |                                                                                    |  |  |                                                                         |                                                                         |                                                                         |                                                                         |                                                                         |                                                                         |  |  | Francisco Alfonso Pimentel, xiv conde xi duque de Benavente (1707-1763)                                         | Francisco Alfonso Pimentel, xiv conde xi duque de Benavente (1707-1763) | Francisco Alfonso Pimentel, xiv conde xi duque de Benavente (1707-1763) | Francisco Alfonso Pimentel, xiv conde xi duque de Benavente (1707-1763) | Francisco Alfonso Pimentel, xiv conde xi duque de Benavente (1707-1763) | Francisco Alfonso Pimentel, xiv conde xi duque de Benavente (1707-1763) |  |  | Joaquín Diego de Zúñiga Sotomayor, xii duque de Béjar (1715-1777)                     | Joaquín Diego de Zúñiga Sotomayor, xii duque de Béjar (1715-1777)                     | Joaquín Diego de Zúñiga Sotomayor, xii duque de Béjar (1715-1777)                     | Joaquín Diego de Zúñiga Sotomayor, xii duque de Béjar (1715-1777)                     | Joaquín Diego de Zúñiga Sotomayor, xii duque de Béjar (1715-1777)                     | Joaquín Diego de Zúñiga Sotomayor, xii duque de Béjar (1715-1777)                     |  |  |                                                                  |                                                                  |                                                                  |                                                                  |                                                                  |                                                                  |  |  |                                                                    |                                                        |                                                        |                                                        |                                                        |                                                        |  |  |  |  |  |  |  |  |  |  |  |  |  |  |  |  |  |  |  |  |  |  |
| |                                                                                    |                                                                                    |                                                                                    |                                                                                    |                                                                                    |  |  |                                                                         |                                                                         |                                                                         |                                                                         |                                                                         |                                                                         |  |  | Francisco Alfonso Pimentel, xiv conde xi duque de Benavente (1707-1763)                                         | Francisco Alfonso Pimentel, xiv conde xi duque de Benavente (1707-1763) | Francisco Alfonso Pimentel, xiv conde xi duque de Benavente (1707-1763) | Francisco Alfonso Pimentel, xiv conde xi duque de Benavente (1707-1763) | Francisco Alfonso Pimentel, xiv conde xi duque de Benavente (1707-1763) | Francisco Alfonso Pimentel, xiv conde xi duque de Benavente (1707-1763) |  |  | Joaquín Diego de Zúñiga Sotomayor, xii duque de Béjar (1715-1777)                     | Joaquín Diego de Zúñiga Sotomayor, xii duque de Béjar (1715-1777)                     | Joaquín Diego de Zúñiga Sotomayor, xii duque de Béjar (1715-1777)                     | Joaquín Diego de Zúñiga Sotomayor, xii duque de Béjar (1715-1777)                     | Joaquín Diego de Zúñiga Sotomayor, xii duque de Béjar (1715-1777)                     | Joaquín Diego de Zúñiga Sotomayor, xii duque de Béjar (1715-1777)                     |  |  |                                                                  |                                                                  |                                                                  |                                                                  |                                                                  |                                                                  |  |  |                                                                    |                                                        |                                                        |                                                        |                                                        |                                                        |  |  |  |  |  |  |  |  |  |  |  |  |  |  |  |  |  |  |  |  |  |  |
| |                                                                                    |                                                                                    |                                                                                    |                                                                                    |                                                                                    |  |  |                                                                         |                                                                         |                                                                         |                                                                         |                                                                         |                                                                         |  |  | María Josefa Pimentel, duquesa de Osuna, xv condesa xii duquesa de Benavente, xiii duquesa de Béjar (1752-1834) |                                                                         |                                                                         |                                                                         |                                                                         |                                                                         |  |  |                                                                                       |                                                                                       |                                                                                       |                                                                                       |                                                                                       |                                                                                       |  |  |                                                                  |                                                                  |                                                                  |                                                                  |                                                                  |                                                                  |  |  |                                                                    |                                                        |                                                        |                                                        |                                                        |                                                        |  |  |  |  |  |  |  |  |  |  |  |  |  |  |  |  |  |  |  |  |  |  |
| |                                                                                    |                                                                                    |                                                                                    |                                                                                    |                                                                                    |  |  |                                                                         |                                                                         |                                                                         |                                                                         |                                                                         |                                                                         |  |  | |                                                                         |                                                                         |                                                                         |                                                                         |                                                                         |  |  |                                                                                       |                                                                                       |                                                                                       |                                                                                       |                                                                                       |                                                                                       |  |  |                                                                  |                                                                  |                                                                  |                                                                  |                                                                  |                                                                  |  |  |                                                                    |                                                        |                                                        |                                                        |                                                        |                                                        |  |  |  |  |  |  |  |  |  |  |  |  |  |  |  |  |  |  |  |  |  |  |
| |                                                                                    |                                                                                    |                                                                                    |                                                                                    |                                                                                    |  |  |                                                                         |                                                                         |                                                                         |                                                                         |                                                                         |                                                                         |  |  | |                                                                         |                                                                         |                                                                         |                                                                         |                                                                         |  |  |                                                                                       |                                                                                       |                                                                                       |                                                                                       |                                                                                       |                                                                                       |  |  |                                                                  |                                                                  |                                                                  |                                                                  |                                                                  |                                                                  |  |  |                                                                    |                                                        |                                                        |                                                        |                                                        |                                                        |  |  |  |  |  |  |  |  |  |  |  |  |  |  |  |  |  |  |  |  |  |  |
| |                                                                                    |                                                                                    |                                                                                    |                                                                                    |                                                                                    |  |  | Francisco de Borja Téllez-Girón, x duque de Osuna (1785-1820)           | Francisco de Borja Téllez-Girón, x duque de Osuna (1785-1820)           | Francisco de Borja Téllez-Girón, x duque de Osuna (1785-1820)           | Francisco de Borja Téllez-Girón, x duque de Osuna (1785-1820)           | Francisco de Borja Téllez-Girón, x duque de Osuna (1785-1820)           | Francisco de Borja Téllez-Girón, x duque de Osuna (1785-1820)           |  |  | |                                                                         |                                                                         |                                                                         |                                                                         |                                                                         |  |  | Pedro de Alcántara Téllez-Girón, ii príncipe de Anglona (1786-1851)                   | Pedro de Alcántara Téllez-Girón, ii príncipe de Anglona (1786-1851)                   | Pedro de Alcántara Téllez-Girón, ii príncipe de Anglona (1786-1851)                   | Pedro de Alcántara Téllez-Girón, ii príncipe de Anglona (1786-1851)                   | Pedro de Alcántara Téllez-Girón, ii príncipe de Anglona (1786-1851)                   | Pedro de Alcántara Téllez-Girón, ii príncipe de Anglona (1786-1851)                   |  |  |                                                                  |                                                                  |                                                                  |                                                                  |                                                                  |                                                                  |  |  |                                                                    |                                                        |                                                        |                                                        |                                                        |                                                        |  |  |  |  |  |  |  |  |  |  |  |  |  |  |  |  |  |  |  |  |  |  |
| |                                                                                    |                                                                                    |                                                                                    |                                                                                    |                                                                                    |  |  | Francisco de Borja Téllez-Girón, x duque de Osuna (1785-1820)           | Francisco de Borja Téllez-Girón, x duque de Osuna (1785-1820)           | Francisco de Borja Téllez-Girón, x duque de Osuna (1785-1820)           | Francisco de Borja Téllez-Girón, x duque de Osuna (1785-1820)           | Francisco de Borja Téllez-Girón, x duque de Osuna (1785-1820)           | Francisco de Borja Téllez-Girón, x duque de Osuna (1785-1820)           |  |  | |                                                                         |                                                                         |                                                                         |                                                                         |                                                                         |  |  | Pedro de Alcántara Téllez-Girón, ii príncipe de Anglona (1786-1851)                   | Pedro de Alcántara Téllez-Girón, ii príncipe de Anglona (1786-1851)                   | Pedro de Alcántara Téllez-Girón, ii príncipe de Anglona (1786-1851)                   | Pedro de Alcántara Téllez-Girón, ii príncipe de Anglona (1786-1851)                   | Pedro de Alcántara Téllez-Girón, ii príncipe de Anglona (1786-1851)                   | Pedro de Alcántara Téllez-Girón, ii príncipe de Anglona (1786-1851)                   |  |  |                                                                  |                                                                  |                                                                  |                                                                  |                                                                  |                                                                  |  |  |                                                                    |                                                        |                                                        |                                                        |                                                        |                                                        |  |  |  |  |  |  |  |  |  |  |  |  |  |  |  |  |  |  |  |  |  |  |
| |                                                                                    |                                                                                    |                                                                                    |                                                                                    |                                                                                    |  |  |                                                                         |                                                                         |                                                                         |                                                                         |                                                                         |                                                                         |  |  | |                                                                         |                                                                         |                                                                         |                                                                         |                                                                         |  |  |                                                                                       |                                                                                       |                                                                                       |                                                                                       |                                                                                       |                                                                                       |  |  |                                                                  |                                                                  |                                                                  |                                                                  |                                                                  |                                                                  |  |  |                                                                    |                                                        |                                                        |                                                        |                                                        |                                                        |  |  |  |  |  |  |  |  |  |  |  |  |  |  |  |  |  |  |  |  |  |  |
| Pedro de Alcántara Téllez-Girón, xi duque de Osuna, xiv duque de Béjar (1810-1844) | Pedro de Alcántara Téllez-Girón, xi duque de Osuna, xiv duque de Béjar (1810-1844) | Pedro de Alcántara Téllez-Girón, xi duque de Osuna, xiv duque de Béjar (1810-1844) | Pedro de Alcántara Téllez-Girón, xi duque de Osuna, xiv duque de Béjar (1810-1844) | Pedro de Alcántara Téllez-Girón, xi duque de Osuna, xiv duque de Béjar (1810-1844) | Pedro de Alcántara Téllez-Girón, xi duque de Osuna, xiv duque de Béjar (1810-1844) |  |  | Mariano Téllez-Girón, xii duque de Osuna, xv duque de Béjar (1814-1882) | Mariano Téllez-Girón, xii duque de Osuna, xv duque de Béjar (1814-1882) | Mariano Téllez-Girón, xii duque de Osuna, xv duque de Béjar (1814-1882) | Mariano Téllez-Girón, xii duque de Osuna, xv duque de Béjar (1814-1882) | Mariano Téllez-Girón, xii duque de Osuna, xv duque de Béjar (1814-1882) | Mariano Téllez-Girón, xii duque de Osuna, xv duque de Béjar (1814-1882) |  |  | Pedro de Alcántara Téllez-Girón, xiii duque de Osuna (1812-1900)                                                | Pedro de Alcántara Téllez-Girón, xiii duque de Osuna (1812-1900)        | Pedro de Alcántara Téllez-Girón, xiii duque de Osuna (1812-1900)        | Pedro de Alcántara Téllez-Girón, xiii duque de Osuna (1812-1900)        | Pedro de Alcántara Téllez-Girón, xiii duque de Osuna (1812-1900)        | Pedro de Alcántara Téllez-Girón, xiii duque de Osuna (1812-1900)        |  |  | Tirso María Téllez-Girón, duque de Uceda (1817-1871)                                  | Tirso María Téllez-Girón, duque de Uceda (1817-1871)                                  | Tirso María Téllez-Girón, duque de Uceda (1817-1871)                                  | Tirso María Téllez-Girón, duque de Uceda (1817-1871)                                  | Tirso María Téllez-Girón, duque de Uceda (1817-1871)                                  | Tirso María Téllez-Girón, duque de Uceda (1817-1871)                                  |  |  |                                                                  |                                                                  |                                                                  |                                                                  |                                                                  |                                                                  |  |  |                                                                    |                                                        |                                                        |                                                        |                                                        |                                                        |  |  |  |  |  |  |  |  |  |  |  |  |  |  |  |  |  |  |  |  |  |  |
| Pedro de Alcántara Téllez-Girón, xi duque de Osuna, xiv duque de Béjar (1810-1844) | Pedro de Alcántara Téllez-Girón, xi duque de Osuna, xiv duque de Béjar (1810-1844) | Pedro de Alcántara Téllez-Girón, xi duque de Osuna, xiv duque de Béjar (1810-1844) | Pedro de Alcántara Téllez-Girón, xi duque de Osuna, xiv duque de Béjar (1810-1844) | Pedro de Alcántara Téllez-Girón, xi duque de Osuna, xiv duque de Béjar (1810-1844) | Pedro de Alcántara Téllez-Girón, xi duque de Osuna, xiv duque de Béjar (1810-1844) |  |  | Mariano Téllez-Girón, xii duque de Osuna, xv duque de Béjar (1814-1882) | Mariano Téllez-Girón, xii duque de Osuna, xv duque de Béjar (1814-1882) | Mariano Téllez-Girón, xii duque de Osuna, xv duque de Béjar (1814-1882) | Mariano Téllez-Girón, xii duque de Osuna, xv duque de Béjar (1814-1882) | Mariano Téllez-Girón, xii duque de Osuna, xv duque de Béjar (1814-1882) | Mariano Téllez-Girón, xii duque de Osuna, xv duque de Béjar (1814-1882) |  |  | Pedro de Alcántara Téllez-Girón, xiii duque de Osuna (1812-1900)                                                | Pedro de Alcántara Téllez-Girón, xiii duque de Osuna (1812-1900)        | Pedro de Alcántara Téllez-Girón, xiii duque de Osuna (1812-1900)        | Pedro de Alcántara Téllez-Girón, xiii duque de Osuna (1812-1900)        | Pedro de Alcántara Téllez-Girón, xiii duque de Osuna (1812-1900)        | Pedro de Alcántara Téllez-Girón, xiii duque de Osuna (1812-1900)        |  |  | Tirso María Téllez-Girón, duque de Uceda (1817-1871)                                  | Tirso María Téllez-Girón, duque de Uceda (1817-1871)                                  | Tirso María Téllez-Girón, duque de Uceda (1817-1871)                                  | Tirso María Téllez-Girón, duque de Uceda (1817-1871)                                  | Tirso María Téllez-Girón, duque de Uceda (1817-1871)                                  | Tirso María Téllez-Girón, duque de Uceda (1817-1871)                                  |  |  |                                                                  |                                                                  |                                                                  |                                                                  |                                                                  |                                                                  |  |  |                                                                    |                                                        |                                                        |                                                        |                                                        |                                                        |  |  |  |  |  |  |  |  |  |  |  |  |  |  |  |  |  |  |  |  |  |  |
| |                                                                                    |                                                                                    |                                                                                    |                                                                                    |                                                                                    |  |  |                                                                         |                                                                         |                                                                         |                                                                         |                                                                         |                                                                         |  |  | |                                                                         |                                                                         |                                                                         |                                                                         |                                                                         |  |  |                                                                                       |                                                                                       |                                                                                       |                                                                                       |                                                                                       |                                                                                       |  |  |                                                                  |                                                                  |                                                                  |                                                                  |                                                                  |                                                                  |  |  |                                                                    |                                                        |                                                        |                                                        |                                                        |                                                        |  |  |  |  |  |  |  |  |  |  |  |  |  |  |  |  |  |  |  |  |  |  |
| |                                                                                    |                                                                                    |                                                                                    |                                                                                    |                                                                                    |  |  |                                                                         |                                                                         |                                                                         |                                                                         |                                                                         |                                                                         |  |  | |                                                                         |                                                                         |                                                                         |                                                                         |                                                                         |  |  | Francisco de Borja Téllez-Girón, xi duque de Uceda (1839-1897)                        | Francisco de Borja Téllez-Girón, xi duque de Uceda (1839-1897)                        | Francisco de Borja Téllez-Girón, xi duque de Uceda (1839-1897)                        | Francisco de Borja Téllez-Girón, xi duque de Uceda (1839-1897)                        | Francisco de Borja Téllez-Girón, xi duque de Uceda (1839-1897)                        | Francisco de Borja Téllez-Girón, xi duque de Uceda (1839-1897)                        |  |  | María del Rosario Téllez-Girón, xvi duquesa de Béjar (1840-1896) | María del Rosario Téllez-Girón, xvi duquesa de Béjar (1840-1896) | María del Rosario Téllez-Girón, xvi duquesa de Béjar (1840-1896) | María del Rosario Téllez-Girón, xvi duquesa de Béjar (1840-1896) | María del Rosario Téllez-Girón, xvi duquesa de Béjar (1840-1896) | María del Rosario Téllez-Girón, xvi duquesa de Béjar (1840-1896) |  |  |                                                                    |                                                        |                                                        |                                                        |                                                        |                                                        |  |  |  |  |  |  |  |  |  |  |  |  |  |  |  |  |  |  |  |  |  |  |
| |                                                                                    |                                                                                    |                                                                                    |                                                                                    |                                                                                    |  |  |                                                                         |                                                                         |                                                                         |                                                                         |                                                                         |                                                                         |  |  | |                                                                         |                                                                         |                                                                         |                                                                         |                                                                         |  |  | Francisco de Borja Téllez-Girón, xi duque de Uceda (1839-1897)                        | Francisco de Borja Téllez-Girón, xi duque de Uceda (1839-1897)                        | Francisco de Borja Téllez-Girón, xi duque de Uceda (1839-1897)                        | Francisco de Borja Téllez-Girón, xi duque de Uceda (1839-1897)                        | Francisco de Borja Téllez-Girón, xi duque de Uceda (1839-1897)                        | Francisco de Borja Téllez-Girón, xi duque de Uceda (1839-1897)                        |  |  | María del Rosario Téllez-Girón, xvi duquesa de Béjar (1840-1896) | María del Rosario Téllez-Girón, xvi duquesa de Béjar (1840-1896) | María del Rosario Téllez-Girón, xvi duquesa de Béjar (1840-1896) | María del Rosario Téllez-Girón, xvi duquesa de Béjar (1840-1896) | María del Rosario Téllez-Girón, xvi duquesa de Béjar (1840-1896) | María del Rosario Téllez-Girón, xvi duquesa de Béjar (1840-1896) |  |  |                                                                    |                                                        |                                                        |                                                        |                                                        |                                                        |  |  |  |  |  |  |  |  |  |  |  |  |  |  |  |  |  |  |  |  |  |  |
| |                                                                                    |                                                                                    |                                                                                    |                                                                                    |                                                                                    |  |  |                                                                         |                                                                         |                                                                         |                                                                         |                                                                         |                                                                         |  |  | |                                                                         |                                                                         |                                                                         |                                                                         |                                                                         |  |  |                                                                                       |                                                                                       |                                                                                       |                                                                                       |                                                                                       |                                                                                       |  |  |                                                                  |                                                                  |                                                                  |                                                                  |                                                                  |                                                                  |  |  |                                                                    |                                                        |                                                        |                                                        |                                                        |                                                        |  |  |  |  |  |  |  |  |  |  |  |  |  |  |  |  |  |  |  |  |  |  |
| |                                                                                    |                                                                                    |                                                                                    |                                                                                    |                                                                                    |  |  |                                                                         |                                                                         |                                                                         |                                                                         |                                                                         |                                                                         |  |  | Luis María Téllez-Girón, xiv duque de Osuna (1870-1909)                                                         | Luis María Téllez-Girón, xiv duque de Osuna (1870-1909)                 | Luis María Téllez-Girón, xiv duque de Osuna (1870-1909)                 | Luis María Téllez-Girón, xiv duque de Osuna (1870-1909)                 | Luis María Téllez-Girón, xiv duque de Osuna (1870-1909)                 | Luis María Téllez-Girón, xiv duque de Osuna (1870-1909)                 |  |  | Mariano Téllez-Girón, xv duque de Osuna (1887-1931) Con sucesión en la casa de Osuna. | Mariano Téllez-Girón, xv duque de Osuna (1887-1931) Con sucesión en la casa de Osuna. | Mariano Téllez-Girón, xv duque de Osuna (1887-1931) Con sucesión en la casa de Osuna. | Mariano Téllez-Girón, xv duque de Osuna (1887-1931) Con sucesión en la casa de Osuna. | Mariano Téllez-Girón, xv duque de Osuna (1887-1931) Con sucesión en la casa de Osuna. | Mariano Téllez-Girón, xv duque de Osuna (1887-1931) Con sucesión en la casa de Osuna. |  |  | Jaime Roca de Togores, xvii duque de Béjar (1862-1921)           | Jaime Roca de Togores, xvii duque de Béjar (1862-1921)           | Jaime Roca de Togores, xvii duque de Béjar (1862-1921)           | Jaime Roca de Togores, xvii duque de Béjar (1862-1921)           | Jaime Roca de Togores, xvii duque de Béjar (1862-1921)           | Jaime Roca de Togores, xvii duque de Béjar (1862-1921)           |  |  | Luis Roca de Togores, xviii duque de Béjar (1865-1936)             | Luis Roca de Togores, xviii duque de Béjar (1865-1936) | Luis Roca de Togores, xviii duque de Béjar (1865-1936) | Luis Roca de Togores, xviii duque de Béjar (1865-1936) | Luis Roca de Togores, xviii duque de Béjar (1865-1936) | Luis Roca de Togores, xviii duque de Béjar (1865-1936) |  |  |  |  |  |  |  |  |  |  |  |  |  |  |  |  |  |  |  |  |  |  |
| |                                                                                    |                                                                                    |                                                                                    |                                                                                    |                                                                                    |  |  |                                                                         |                                                                         |                                                                         |                                                                         |                                                                         |                                                                         |  |  | Luis María Téllez-Girón, xiv duque de Osuna (1870-1909)                                                         | Luis María Téllez-Girón, xiv duque de Osuna (1870-1909)                 | Luis María Téllez-Girón, xiv duque de Osuna (1870-1909)                 | Luis María Téllez-Girón, xiv duque de Osuna (1870-1909)                 | Luis María Téllez-Girón, xiv duque de Osuna (1870-1909)                 | Luis María Téllez-Girón, xiv duque de Osuna (1870-1909)                 |  |  | Mariano Téllez-Girón, xv duque de Osuna (1887-1931) Con sucesión en la casa de Osuna. | Mariano Téllez-Girón, xv duque de Osuna (1887-1931) Con sucesión en la casa de Osuna. | Mariano Téllez-Girón, xv duque de Osuna (1887-1931) Con sucesión en la casa de Osuna. | Mariano Téllez-Girón, xv duque de Osuna (1887-1931) Con sucesión en la casa de Osuna. | Mariano Téllez-Girón, xv duque de Osuna (1887-1931) Con sucesión en la casa de Osuna. | Mariano Téllez-Girón, xv duque de Osuna (1887-1931) Con sucesión en la casa de Osuna. |  |  | Jaime Roca de Togores, xvii duque de Béjar (1862-1921)           | Jaime Roca de Togores, xvii duque de Béjar (1862-1921)           | Jaime Roca de Togores, xvii duque de Béjar (1862-1921)           | Jaime Roca de Togores, xvii duque de Béjar (1862-1921)           | Jaime Roca de Togores, xvii duque de Béjar (1862-1921)           | Jaime Roca de Togores, xvii duque de Béjar (1862-1921)           |  |  | Luis Roca de Togores, xviii duque de Béjar (1865-1936)             | Luis Roca de Togores, xviii duque de Béjar (1865-1936) | Luis Roca de Togores, xviii duque de Béjar (1865-1936) | Luis Roca de Togores, xviii duque de Béjar (1865-1936) | Luis Roca de Togores, xviii duque de Béjar (1865-1936) | Luis Roca de Togores, xviii duque de Béjar (1865-1936) |  |  |  |  |  |  |  |  |  |  |  |  |  |  |  |  |  |  |  |  |  |  |
| |                                                                                    |                                                                                    |                                                                                    |                                                                                    |                                                                                    |  |  |                                                                         |                                                                         |                                                                         |                                                                         |                                                                         |                                                                         |  |  | |                                                                         |                                                                         |                                                                         |                                                                         |                                                                         |  |  |                                                                                       |                                                                                       |                                                                                       |                                                                                       |                                                                                       |                                                                                       |  |  |                                                                  |                                                                  |                                                                  |                                                                  |                                                                  |                                                                  |  |  | Pedro de Alcántara Roca de Togores, xix duque de Béjar (1895-1941) |                                                        |                                                        |                                                        |                                                        |                                                        |  |  |  |  |  |  |  |  |  |  |  |  |  |  |  |  |  |  |  |  |  |  |
| |                                                                                    |                                                                                    |                                                                                    |                                                                                    |                                                                                    |  |  |                                                                         |                                                                         |                                                                         |                                                                         |                                                                         |                                                                         |  |  | |                                                                         |                                                                         |                                                                         |                                                                         |                                                                         |  |  |                                                                                       |                                                                                       |                                                                                       |                                                                                       |                                                                                       |                                                                                       |  |  |                                                                  |                                                                  |                                                                  |                                                                  |                                                                  |                                                                  |  |  |                                                                    |                                                        |                                                        |                                                        |                                                        |                                                        |  |  |  |  |  |  |  |  |  |  |  |  |  |  |  |  |  |  |  |  |  |  |
| |                                                                                    |                                                                                    |                                                                                    |                                                                                    |                                                                                    |  |  |                                                                         |                                                                         |                                                                         |                                                                         |                                                                         |                                                                         |  |  | |                                                                         |                                                                         |                                                                         |                                                                         |                                                                         |  |  |                                                                                       |                                                                                       |                                                                                       |                                                                                       |                                                                                       |                                                                                       |  |  |                                                                  |                                                                  |                                                                  |                                                                  |                                                                  |                                                                  |  |  | Pedro de Alcántara Roca de Togores, xx duque de Béjar (1917-1978)  |                                                        |                                                        |                                                        |                                                        |                                                        |  |  |  |  |  |  |  |  |  |  |  |  |  |  |  |  |  |  |  |  |  |  |
| |                                                                                    |                                                                                    |                                                                                    |                                                                                    |                                                                                    |  |  |                                                                         |                                                                         |                                                                         |                                                                         |                                                                         |                                                                         |  |  | |                                                                         |                                                                         |                                                                         |                                                                         |                                                                         |  |  |                                                                                       |                                                                                       |                                                                                       |                                                                                       |                                                                                       |                                                                                       |  |  |                                                                  |                                                                  |                                                                  |                                                                  |                                                                  |                                                                  |  |  |                                                                    |                                                        |                                                        |                                                        |                                                        |                                                        |  |  |  |  |  |  |  |  |  |  |  |  |  |  |  |  |  |  |  |  |  |  |
| |                                                                                    |                                                                                    |                                                                                    |                                                                                    |                                                                                    |  |  |                                                                         |                                                                         |                                                                         |                                                                         |                                                                         |                                                                         |  |  | |                                                                         |                                                                         |                                                                         |                                                                         |                                                                         |  |  |                                                                                       |                                                                                       |                                                                                       |                                                                                       |                                                                                       |                                                                                       |  |  |                                                                  |                                                                  |                                                                  |                                                                  |                                                                  |                                                                  |  |  | Pedro de Alcántara Roca de Togores, xxi duque de Béjar (n. 1944)   |                                                        |                                                        |                                                        |                                                        |                                                        |  |  |  |  |  |  |  |  |  |  |  |  |  |  |  |  |  |  |  |  |  |  |
| |                                                                                    |                                                                                    |                                                                                    |                                                                                    |                                                                                    |  |  |                                                                         |                                                                         |                                                                         |                                                                         |                                                                         |                                                                         |  |  | |                                                                         |                                                                         |                                                                         |                                                                         |                                                                         |  |  |                                                                                       |                                                                                       |                                                                                       |                                                                                       |                                                                                       |                                                                                       |  |  |                                                                  |                                                                  |                                                                  |                                                                  |                                                                  |                                                                  |  |  |                                                                    |                                                        |                                                        |                                                        |                                                        |                                                        |  |  |  |  |  |  |  |  |  |  |  |  |  |  |  |  |  |  |  |  |  |  |
| |                                                                                    |                                                                                    |                                                                                    |                                                                                    |                                                                                    |  |  |                                                                         |                                                                         |                                                                         |                                                                         |                                                                         |                                                                         |  |  | |                                                                         |                                                                         |                                                                         |                                                                         |                                                                         |  |  |                                                                                       |                                                                                       |                                                                                       |                                                                                       |                                                                                       |                                                                                       |  |  |                                                                  |                                                                  |                                                                  |                                                                  |                                                                  |                                                                  |  |  | Pedro de Alcántara Roca de Togores y García (n. 1968)              |                                                        |                                                        |                                                        |                                                        |                                                        |  |  |  |  |  |  |  |  |  |  |  |  |  |  |  |  |  |  |  |  |  |  |